# Herre Methorst
Herre Methorst (Zeist, 1955) is een onafhankelijk kunstenaar die zich sinds 2009 heeft toegelegd op de digitale kunst. 
Methorst maakt zijn schilderijen met een zogenaamde digitale kwast. In 2013 kreeg zijn werk internationale erkenning toen hij exposeerde op de Biennale in Venetië tijdens de tentoonstelling "Personal Structures". 

## Van Zeist naar Afrika
Herre Methorst is geboren en getogen in Zeist. In 1985 exposeerde hij voor het eerst in Zeist, Amersfoort en Utrecht. In deze tijd experimenteerde hij met het maken van zeefdrukken en inkttekeningen. In 1988 verhuisde Methorst naar Botswana waar hij exposeerde in de National Gallery of Gaborone. Voor zijn werk tijdens deze expositie ontving hij tevens de Art Prize. In 1990 ontwierp hij een aantal kaarten voor de kinderpostzegel actie in Nederland. Na zijn verblijf in Gaborone woonde Methorst een aantal jaren in Zeist waarna hij in 1998 terug naar Botswana verhuisde en in 1999 verhuisde hij naar Zambia. Hier exposeerde hij meerdere malen, onder andere in het Cultural Centre in Lusaka en in het Nederlands paviljoen van de Ambassade in Lusaka.

## Gouda
Na zijn verblijf in Zambia verhuisde Methorst terug naar Nederland. In 2009 begon hij zijn StreetViewArt project, geïnspireerd door google-streetview. Hiermee exposeerde hij in 2010 tijdens het kunstmoment in Gouda en won hij de kunstprijs. In 2013 deed hij mee met de reizende tentoonstelling "Beeld van Beatrix" die te zien was in Paleis het Loo en Paleis Soestdijk. In datzelfde jaar exposeerde hij op de Biennale in Venetië tijdens de tentoonstelling "Personal Structures".

## Jeruzalem en Belgrado
In 2014 verhuisde Methorst naar Jeruzalem waar hij, geïnspireerd door deze stad, een aantal nieuwe projecten begon. Zijn project Egged toont portretten van mensen die in de Israëlische bussen van de busmaatschappij Egged Reizen. Zijn project De Devotie is geïnspireerd op de spirituele connecties die mensen van over de hele wereld hebben met deze stad. Na een kort verblijf in Nederland verhuisde Methorst in 2017 naar Belgrado van waaruit hij nu werkt. In oktober 2017 won hij de Talent Award tijdens de Annual Dutch Art Fair in het World Fashion Centre in Amsterdam.